# Desmometopa interfrontalis
Desmometopa interfrontalis är en tvåvingeart som beskrevs av Curtis W. Sabrosky 1965. Desmometopa interfrontalis ingår i släktet Desmometopa och familjen sprickflugor. Inga underarter finns listade i Catalogue of Life.